# Ceremonial (album de Pink Cream 69)
Pour les articles homonymes, voir Ceremonial.
Albums de Pink Cream 69
In10sity
(2007) Headstrong
(2017)
Ceremonial est le onzième album du groupe allemand de heavy metal Pink Cream 69, publié le 25 janvier 2013 chez Frontiers Records. Il est composé de douze pistes, pour une durée totale de 49 minutes et 21 secondes.
Il s'agit du premier album du groupe avec un changement parmi les membres, le nouveau batteur Chris Schmidt remplaçant un des fondateurs du groupe Kosta Zafiriou.
Selon le bassiste et producteur Dennis Ward : « Nous avons délibérément choisi d'appeler cet album Ceremonial car nous avons le sentiment qu'il représente une sorte de célébration des musiques avec lesquelles nous avons grandi, indépendamment de ce que Pink Cream 69 a pu faire dans le passé. »
Le chanteur David Readman ajoute : « Il y a eu beaucoup de projets dans lesquels j'ai été impliqué ces dernières années, mais le travail sur Ceremonial a été comme un retour à la maison. Un vrai soulagement. »

## Liste des chansons
| 1.    | Land of Confusion    | 4:40 |
| 2.    | Wasted Years         | 3:55 |
| 3.    | Special              | 4:02 |
| 4.    | Find Your Soul       | 3:42 |
| 5.    | The Tide             | 4:13 |
| 6.    | Big Machine          | 4:01 |
| 7.    | Let the Thunder Roll | 3:38 |
| 8.    | Right from Wrong     | 3:33 |
| 9.    | Passage of Time      | 4:27 |
| 10.   | I Came to Rock       | 4:30 |
| 11.   | King for One Day     | 4:05 |
| 12.   | Superman             | 4:35 |
| 49:21 |                      |      |

## Personnel
- David Readman – chant
- Alfred Koffler – guitare
- Uwe Reitenauer - guitare
- Dennis Ward – Guitare basse, chœurs, production
- Chris Schmidt – Batterie